# Archäologie in China
Die Archäologie in China als Wissenschaft wurde Anfang des 20. Jahrhunderts begründet.

## Geschichte
Die geistlichen und politischen Reformer begannen in den 1920er Jahren die Historizität legendärer Gestalten der chinesischen Kultur wie Shennongs, des „Göttlichen Landmanns“, und Huangdis, des „Gelben Kaisers“, zu hinterfragen. Zur selben Zeit begannen westliche Archäologen und Paläoanthropologen die wissenschaftliche Erforschung der prähistorischen Zeit in China zu fördern. Die Gründung der Academia Sinica (Chinesische Akademie der Wissenschaften) 1928 ermöglichte das Studium der chinesischen Archäologie und es wurden Vorbereitungen für groß angelegte Ausgrabungen getroffen.
Bedeutende Ausgrabungen wurden von Li Ji bei Anyang (Yinxu) in der Provinz Henan durchgeführt, die jedoch durch Ausbruch des Zweiten Weltkrieges 1937 beendet wurden. Der Bürgerkrieg der späten 1940er Jahre und die darauffolgenden sozialen Unruhen verzögerten die Wiederaufnahme systematischer archäologischer Ausgrabungen und Veröffentlichungen. Als sich die Kulturrevolution Mitte der 1970er abschwächte, wurde die Arbeit wieder aufgenommen und es kam 1979 zur Gründung der Chinesischen Archäologischen Gesellschaft (中国考古学会).

## Fundstätten
| Banpo |

| Cishan |

| Dadiwan |

| Dawenkou |

| Dingcun |

| Erlitou |

| Hemudu |

| Jiahu |

| Lantian |

| Liangzhu |

| Machang |

| Majiabang |

| Majiayao |

| Qianshanyang |

| Qijiaping |

| Songze |

| Xianrendong |

| Xujiayao |

| Yinxu |

| Yuanjun- miao |

| Zengpiyan |

| Zhoukoudian |